# Chartreuse de Mélan
La chartreuse de Mélan est un ancien monastère appartenant à l'ordre des chartreux, situé dans la commune de Taninges en Haute-Savoie, en région Auvergne-Rhône-Alpes.
La chartreuse recevait des moniales. Elle a été transformée ensuite en un petit séminaire, puis en orphelinat départemental. Elle accueille dorénavant un pôle départemental culturel.
La chartreuse est classée au titre des monuments historiques en 1911.

## Géographie

### Situation
La chartreuse de Mélan est installée au sud du territoire de la commune de Taninges, aujourd'hui dans le département de la Haute-Savoie. Le site est installé sur la plaine alluviale du Giffre. Initialement, lors de sa fondation, cette terre dépendait des sires de Faucigny, maîtres du fief éponyme.

### Accès

#### Par l'autoroute
L'ancien monastère, situé non loin de Tanninges est accessible depuis l'autoroute A40, (sortie Cluses), puis la RD902, direction Chatillon-sur-Cluses, puis Tanninges. À l'entrée sud du territoire communal, la petite route de Mélan mène au site de l'ancienne Chartreuse.
| A40 | Sens Mâcon - Passy                                         | Sens Passy - Mâcon                 |
| --- | ---------------------------------------------------------- | ---------------------------------- |
| 18  | Morzine-Avoriaz, Les Gets, Samoëns et Cluses - La Sardagne | Cluses - La Sardagne, et Scionzier |
| 19  | Flaine, Les Carroz d'Arâches, Cluses - Centre              |                                    |

## Toponymie
La fondation de ce lieu sacré s'est faite sur un mediolanum, un mot d'origine celtique medios, signifiant au milieu, et de lanon, désignant une plaine qui a dérivé vers le toponyme actuel,. On trouve les formes Mellane en 1229 et Melanum en 1292.
La mention du lieu nous est faite surtout par le testament d'Agnès de Faucigny en 1262 rédigé « dedans la chapelle de Mélans en la paroisse de Floirie (hameau de Fleyrier) ».

## Histoire

### Fondation
Le site choisi par Béatrice de Faucigny pour édifier ce site religieux était déjà occupé par une résidence ainsi qu'une chapelle édifiée par sa mère, Agnès de Faucigny et son père Pierre II de Savoie,. Il était celui d'une ancienne villa gallo-romaine. Des fragments de tuiles romaines ont été retrouvées, de même que des traces d'une ancienne nécropole.
L'histoire de Mélan débute cependant avec la fondation d'un couvent décidé par la Grande Dauphine, Béatrice de Faucigny, en 1282. L'église devait accueillir la dépouille de son fils, Jean Ier, héritier du Viennois, mort prématurément à l'âge de vingt ans des suites d'un accident de cheval,. Le Faucigny ne possédait pas encore à cette époque de monastère de moniales chartreusines. Pour la Grande Dauphine, ce lieu sacré devait d'ailleurs abriter la dépouille de son fils et plus tard la sienne.
L'acte de fondation est établi le 3 juin 1285,, avec l'établissement des premières religieuses trois ans plus tard. Lors de leur arrivée en juin 1288, les bâtiments ne sont pas terminés. Un second acte est établi en 1288, confirmé par l'évêque de Genève, Guillaume de Conflans, le 12 avril 1292. L'église est consacrée le 28 décembre 1290. Le lieu était prêt pour accueillir la dépouille du dauphin, qui jusque-là reposait dans l'abbaye de Sixt.
La charte de 1292 indique que le monastère devait accueillir quarante moniales et sept pères, le nombre est porté à cinquante neuf, une année plus tard. Toutefois, elles ne furent jamais plus d'une quarantaine dans les murs en raison de la taille de l'édifice. Cette même charte indique : « toutes les maisons et tous les édifices déjà construits ou qu'elle pourra y construire dans la suite, ainsi que le grand pré, les jardins et la grange renfermés dans la clôture, et, de plus, les étangs, les viviers et le moulin situés au dedans ou hors des murs ».
L'ensemble de la fondation et des donations est confirmé par l'empereur Rodolphe Ier du Saint-Empire par lettres patentes du 24 septembre 1292.

### Le Moyen Âge
Malgré des donations importantes de la part de la Grande Dauphine, le couvent ne connaît pas un grand développement. Bien que les terrains possédés par le monastère soient estimés à 583 ha en 1732, la communauté est souvent décrite comme pauvre et le fait que le nombre de moniales ne dépasse pas les quarante permet de le confirmer.
En 1430, le duc de Savoie, Amédée VIII, accorde dix florins pour la fondation d'une chapelle.

### L'époque moderne
En 1528, un incendie détruit en partie le monastère. Le cloître est reconstruit sur une base rectangulaire, dans un style de gothique flamboyant, appelé parfois gothique tardif.
Il faut attendre l'intervention de Dom Innocent Le Masson, 51e général de l'Ordre (1627-1703), pour que le monastère soit réaménagé.

### La Révolution française
En France, le 2 novembre 1789, un décret met en place la confiscation des biens du clergé. Le 18 novembre, la Nation décide de procéder à l'inventaire des biens meubles et immeubles appartenant aux églises et aux monastères. Du 13 février au 19 février, l'Assemblée constituante décide l'abolition des vœux monastiques et la suppression des ordres religieux et des congrégations régulières autres que d'éducation publique et de charité.
Ces mesures ne concernent pas la Savoie qui conserve son indépendance. Toutefois, dans la nuit du 21 septembre au 22 septembre 1792, sans déclaration de guerre préalable, l'Armée des Alpes française commandée par Anne Pierre de Montesquiou-Fézensac, soit quelque 15 000 hommes au sein desquels on trouve la Légion des Allobroges, envahit la Savoie par les Marches et Apremont. La garnison de Chambéry se replie précipitamment, en passant par les Bauges, pour rejoindre la Tarentaise, puis le Piémont, via le Val d'Aoste.
L'Assemblée nationale des Allobroges se réunit en la cathédrale de Chambéry durant le mois d'octobre 1792 et démolit les fondements de l'ancien régime lors des séances des 26 et 27 octobre en décidant de la suppression des droits souverains de la Maison de Savoie, de la noblesse, des redevances féodales (sans indemnisation), de la dîme, ainsi que la confiscation des biens du clergé.
Le 31 octobre 1792, une commission départementale nommée pour les inventaires déléguait les citoyens Thévenet et Ducret pour procéder à l'inventaire des biens meubles et immeubles de la chartreuse de Mélan.
Le 28 novembre 1792, la Convention nationale décrète la réunion de la Savoie à la France dont elle formera le 84° département, sous le nom de Département du Mont-Blanc. Dès lors, le peuple savoyard est intégralement soumis au régime révolutionnaire français et les religieux savoyards en seront les victimes.
Après cinq siècles de présence, les quarante moniales et les sept prêtres, qui officiaient à la chartreuse de Mélan, sont chassés par les révolutionnaires en 1793,. L'abbaye est vendue comme " bien national".
Le conseil général du département du Mont-Blanc rend un arrêt le 27 août 1793 contre les religieuses, qui sont expulsées de la chartreuse et conduites en maison de détention à Chambéry, avec l'obligation de prononcer le serment civique imposé par le régime révolutionnaire français de la constitution civile du clergé, sous peine d'être déportées en exil hors de Savoie. L'établissement fut vandalisé et pillé durant les trois mois de l'hiver 1793-1794.

### Époque contemporaine

#### Le collège
L'abbé Marin Ducrey (1766-1834) fonde une école secondaire à Mélan en 1803, à la suite du rachat de l'ancienne chartreuse. Il transfère en réalité le collège qu'il a créé au début du XIXe siècle dans la ville voisine de Sallanches,,. Son but était d'offrir une instruction classique et religieuse à des garçons en internat.
L'établissement devient un petit séminaire en 1809. Lors d'un appel pour garantir l'enseignement de son établissement, ce sont les Jésuites qui rejoignent le collège en 1833,. Ils sont en place jusqu'en 1848, où les prêtres du diocèse d'Annecy les remplacent jusqu'en 1857. Ce sont ensuite les missionnaires de Saint François de Sales, fondé en 1838 par Pierre Mermier, qui interviendront dans l'école jusqu'en 1903,.
La Loi de séparation des Églises et de l'État de 1905 met fin au collège.

#### Le Foyer départemental de l'enfance
Le site est vendue en 1906 au Conseil général de la Haute-Savoie qui y installe une maison départementale de l'enfance, et en 1923, l'ensemble est transformé en Orphelinat départemental.
Le 6 mars 1967, un incendie éclate faisant dix-huit jeunes victimes et détruisant la majeure partie des bâtiments, dont certains qui remontaient au Moyen Âge. Seuls l'église, le cloître ainsi que des bâtiments extérieurs sont encore en l'état de nos jours,. L'établissement est par la suite fermé.

#### Le Pôle culturel départemental
Aujourd'hui la chartreuse est devenue un « pôle départemental d'art contemporain »,.

## Description

### Architecture
Elle a été construite au XIIIe siècle et au XVIe siècle au cœur de l'ancienne plaine glaciaire de Mélan à Taninges.
C'est un magnifique témoignage de l'art gothique - « style ogival » - en Haute-Savoie. Le parquet en marqueterie a été restauré et les vitraux reçus en 2002 sont de style contemporain.
De l'ancienne chartreuse, il ne reste que l'église flanquée de deux chapelles latérales d'origine, mais avec un décor peint du XVe siècle, et un cloître gothique du XVIe siècle typique des régions de montagne.
Le cloître, reconstruit au XIVe siècle a été classé monument historique par arrêté du 27 novembre 1911, puis la chapelle par arrêté du 20 février 1932, puis ont été inscrits par arrêté du 21 septembre 1983 les façades et les toitures de la ferme, des écuries et de la maison des étrangers.

### L'église
L'intérieur de l'église
L'église de 1290, rare élément encore visible du monastère, et de forme rectangulaire et possède une architecture simple, composée d'une nef unique. La nef se compose de cinq travées. Le vaisseau central d’une largeur de 9,95 m ne comporte pas de colonnes,. La longueur est de  31,40 m,.
Au fond de l'église, le chevet est plat. Il est éclairé par un triplet de baies « en cintre (ou arc) brisé à double ébrasement », celle du centre étant plus grande que les deux latérales. Dans la façade ouest, on trouve un oculus au motif d'ornementation appelé quadri lobe.
Il a été complété par deux chapelles latérales carrées du XIVe siècle. Pour accéder à celles-ci, il faut emprunter des portes à linteaux droits.
Les travées sont couvertes de voûtes sur croisées d'ogives, séparées par des arcs-doubleaux, le tout réalisé en moellons de tuf,. Chacune d'elles est éclairée par une fenêtre haute et étroite - trois au nord, percées plus hautes dans le mur, et 4 au sud - de la même forme que celle pour le chevet,,. 
Les cinq travées étaient partagées par une grille, délimitant l'espace réservé aux moniales et aux converses de celui des Pères (les deux dernières). Des peintures murales représentant des motifs floraux séparés par des lettres gothiques E.P.S. ont été découvertes sur les voûtes. De même, les voûtains semblent parsemés d'étoiles rouges et noires, et peut être initialement dorées. L'ensemble daterait du XVe siècle. Les murs des travées sont contrebutés par des contreforts rectangulaires.
Pour accéder à l'église, il fallait emprunter l'une des quatre portes de l'édifice se trouvant à l'ouest, ainsi que deux se faisant face dans la quatrième travée,.
Les chapelles
L'église possède deux chapelles, une située au Nord, est édifiée en 1345 par le bailli de Faucigny, Humbert de Cholay, et une autre au sud en 1374 par le comte de Savoie Amédée VI,.
La chapelle du ministre des sires de Faucigny est dédiée à Notre-Dame. Sur sa clef de voûte est sculptée l'Agneau de Dieu,. Le comte de Savoie place sa chapelle sous la protection de saint Joseph,.
Toutes deux reprennent les éléments architecturaux de la nef,.
Éléments architecturaux extérieurs
Le portail d'entrée, l'ouest, est refait à la suite de l'incendie du XVIe siècle dans un style flamboyant. Celui actuellement visible possède une ornementation qui encadre la porte, composée de trois voussures,. La troisième se divise pour dessiner le tympan en cintre brisé,. La décoration de celui-ci devait se composer de trois statues situées, une dans la niche centrale, les deux autres au niveau des consoles latérales,. Emprunté par les moniales, il permet d'accéder au cloître.
On considère que l'église de Mélan est la réplique en plus grand de l'ancienne église paroissiale de Fleyrier, qui est édifiée peu de temps après,.

### Le cloître

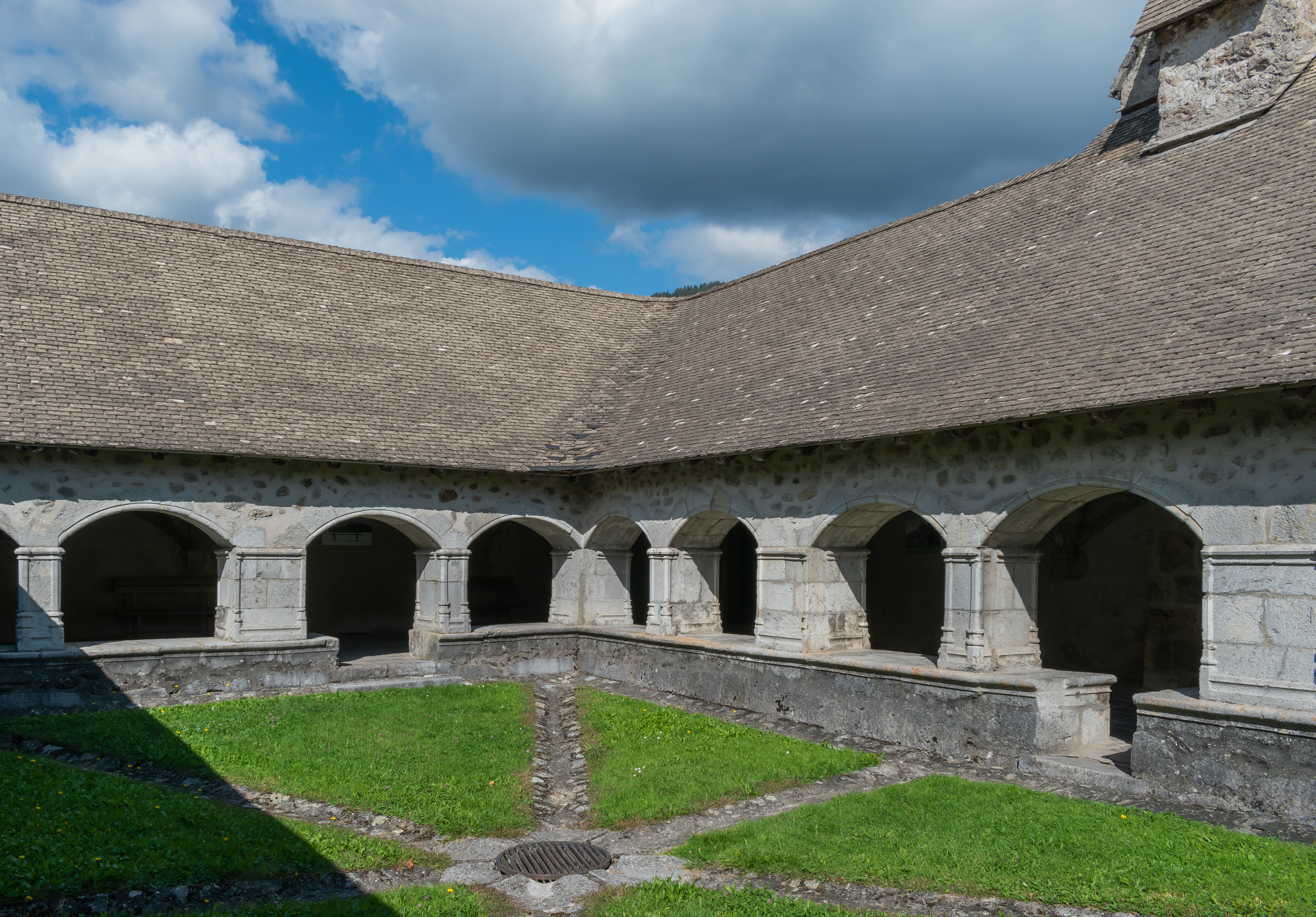
Le cloître

Le cloître, de forme rectangulaire, est réaménagé dans un style gothique dit tardif, à la suite de l'incendie de 1528,. Il a été réalisé en calcaire blanc. Les simples arcades sont en cintre surbaissé avec des arêtes moulurées et sont séparées sur les positions latérales par de robustes piles carrées et au centre par des ensembles moins larges,. Il n'existe aucun autre ornement que les arêtes,.

### Les autres éléments du monastère
Le logis
Contrairement aux autres monastères, le faible effectif n'a pas permis l'édification de petites maisons individuelles autour du cloître. Ici les moniales sont logées dans une maison dans laquelle on retrouve les cellules individuelles.
Le Réfectoire
La salle mesure 15 m de long sur 7 m de large. Dans la continuité, au nord, il existe un second réfectoire, plus petit. Celui-ci était réservé aux converses.
Salle capitulaire
L'espace établi entre l'église, la chapelle et le corridor à voûtes servit de cimetière aux religieuses.

### Couvent ou maison des Pères
Le logis des moines est en forme de « U », ouvert en direction du Nord, donnant sur l'église.

### Le parc
Dans le parc de la chartreuse sont exposés 12 sculptures contemporaines. Il est partie intégrante du sentier Art et Nature qui se poursuit le long du Giffre jusqu'à Taninges.

### La forêt
Â côté de la chartreuse on trouve aussi une forêt, propriété du département. Son cours d'eau est labellisé Espace naturel sensible. Elle est plantée essentiellement de frênes, d'aulnes blancs et d'épicéas. On y trouve de nombreux chevreuils et sangliers.

## Personnalités liées à la Chartreuse

### Liste des prieures
Voici une liste non exhaustive des prieures de la chartreuse depuis l'ouverture de la maison de Mélan,
jusqu'à sa fermeture durant la Révolution française :

## Autour de la Chartreuse

### Héraldique et devise
La Grande Dauphine offre ses armes au couvent lors de la charte de 1292 : « Mi-parti à dextre d'or, au dauphin d'azur, aux nageoires de gueules, à senestre de Savoie ancien ».
| Armoiries de la chartreuse de Mélan | Les armes de la chartreuse de Mélan se blasonnent ainsi : Mi-parti : au 1er d'or au dauphin d'azur, crêté, barbé, loré, peautré et oreillé de gueules, qui est du Dauphiné de Viennois ; au 2d d'or à l'aigle de sable, qui est de Savoie ancien. Suivant la tradition cartusienne, la chartreuse de Mélan porte des armes unissant à la fois celles des Dauphins de Viennois et celles de Béatrice de Faucigny fondatrice de Mélan. |

Le sceau du couvent est quant à lui différent. Ce dernier représente « De forme ovale, il montre Marie debout sur le croissant et tenant du bras droit un sceptre, du bras gauche Jésus ». La devise de la chartreuse est « Sigillum Cartusiæ Melani »

### La Chartreuse et ses secrets

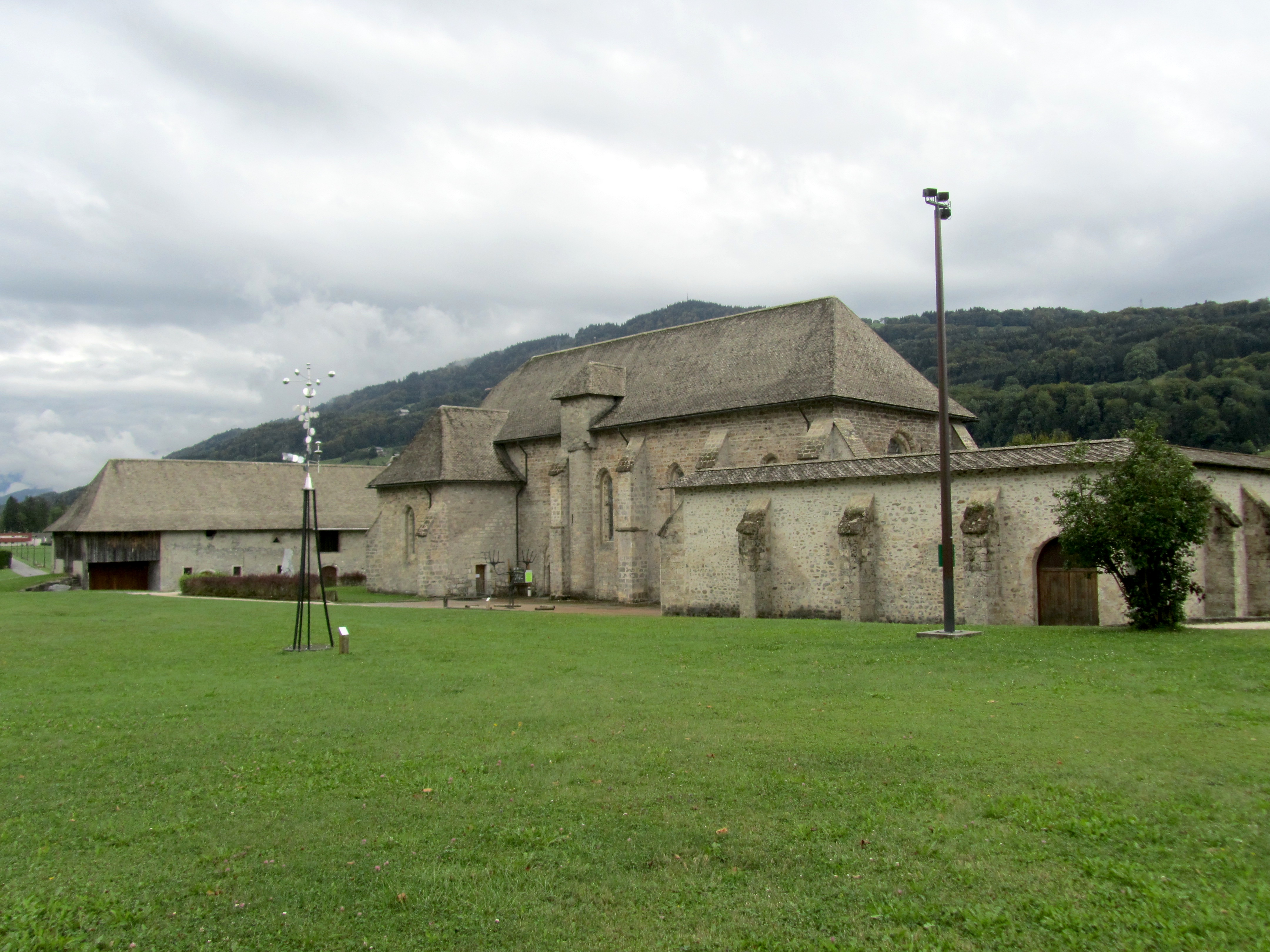
Chartreuse de Melan

Mathilde Duriez (doctorante en archéologie et archéométrie de l’Université Lyon 2) constate que des données relatives à l’architecture et aux archives sont encore inexploitées. La Chartreuse de Mélan est restée longtemps absente de l’historiographie des « Moniales Cartusiennes ».
La difficulté de situer cette Chartreuse, qui reste très discrète, à l’écart de la ville, passant inaperçue tant sa silhouette, ne correspond pas à la traditionnelle image que l’on peut se faire d’un bâtiment monastique.

### Infos pratiques
La Chartreuse peut être visitée librement pendant les expositions temporaires, chaque été. Des visites commentées patrimoniales sont organisées par les Guides du patrimoine des Pays de Savoie (Office du Tourisme de Taninges).